# Камаль Эль Зант
Камаль Эль Зант (род. 3 октября 1974 года) — Коран-хафиз (чтец Корана), выступающий с проповедями в казанских мечетях. Камаль Эль Зант объясняет актуальные вопросы ислама простым и понятным языком, с помощью чего добился известности в России. Автор нескольких книг по исламскому мировоззрению и этике («Расскажи мне о вере», «Нравы мусульманина»). Также выпустил DVD и MP3 диски с лекциями по религии.

## Биография
Родился 3 октября 1974 года. В 1992 году Камаль Эль Зант приехал из Ливана в Казань В 1992 году поступил в КГМ(И)У на лечебный факультет, успешно окончил в 1999 году. 1999—2002 году обучался в ординатуре по онкологии и 2 года — по общей хирургии. На данный момент работает в поликлинике Городского онкологического диспансера врачом-онкологом. Начальные религиозные знания получил в Ливане. В течение 10-15 лет стал известным проповедником России. С 2003 года является Коран-хафизом. С 2008 года заочно обучается в Ливанском университете «Аль-Джинан» (г. Триполи) в магистратуре по направлению «Коранические науки».

## Запрет на распространение книг
Книга Эль Зант Камаль Абдул Рахмана «Расскажи мне о вере», выпущенная в 2009 году, получила одобрение экс-муфтия Татарстана Гусмана Исхакова. Однако с приходом Илдуса Файзова совет улемов Татарстана рекомендовал муфтию запретить к использованию в мечетях эту книгу за её несоответствие канонам ханафитского мазхаба.
Лекции Камаля Занта, что проходят в казанской мечети «Өметлеләр». Будто бы одна из его книг была признана не соответствующей канонам ханафитского мазхаба. Однако в то же время он продолжает вечерами собирать людей и читать лекции.
Имам этой мечети Алмаз хазрат Сафин считает, что в лекциях Занта нет никакого вреда. По его словам, он многих поставил на правильный путь.
«Много таких, кто послушав его, освободился от наркомании, алкоголизма, курения, в общем, люди начинают новую жизнь. Народ с удовольствием посещает его лекции», — говорит хазрат.
В то же время Сафин подчеркивает, что Зант не читает свои лекции в мечети, и что, возможно, газета проводит некую свою политику.
«Наверное, это делается для того, чтобы разобщить мусульман. Камаль читает свои лекции в открытой летом региональной организации „Семья“. В мечети никакие лекции не проходят. Однако мечеть с этой организацией расположены в одном здании. Может, они просто перепутали», — говорит он.
Причина таких нападков, считает islamnews.ru — «вера, национальное самосознание, традиции, обычаи — все это помеха, которую нужно устранить. Понять это не составляет труда, стоит лишь внимательно вслушаться в речи некоторых радикальных политиков или представителей непримиримого крыла православной церкви. А потому, покончив с имамами, вскоре примутся за татарскую интеллигенцию, которая сейчас находится в анабиозе».

## Судебный процесс по иску к телекомпании «ТНВ»
Бывший имам мечети «Эниляр» Шавкат Абубекеров и проповедник Камаль Эль Зант обратились в следственный комитет с заявлением о распространении в отношении них заведомо ложных сведений в телепрограмме «Семь Дней» на татарстанском телеканале «Татарстан Новый Век» (ТНВ) от 30.01.11 г. Судебный процесс состоится в Казани 29 апреля 2011 года.